# Взятие под контроль «Манчестер Юнайтед» Малкольмом Глейзером
Акции «Манчестер Юнайтед» появились в свободном обращении на фондовом рынке в 1990 году, но высокая стоимость клуба значительно снижала вероятность его выкупа сторонним инвестором. Тем не менее, в июне 2005 года американскому бизнесмену Малкольму Глейзеру удалось не только получить контроль над клубом, но также изменить его статус с открытого акционерного общества (публичная компания) на полностью частную компанию.

## Предыстория
«Манчестер Юнайтед» был создан в 1878 году как Newton Heath LYR F.C. рабочими завода по производству вагонов и вагонов депо Ньютон-Хит Ланкаширской и Йоркширской железных дорог. В 1901 г. у клуба был долг на сумму более 2500 фунтов стерлингов, и ему грозил приказ о ликвидации; однако их спас местный пивовар Джон Генри Дейвис, который в 1902 г. сменил название команды на «Манчестер Юнайтед». После смерти Дэвиса в 1927 году клуб снова столкнулся с финансовыми трудностями, но в 1931 году Джеймс У. Гибсон выступил в качестве нового финансового благотворителя. С его смертью в 1951 г. право собственности на клуб перешло к его вдове Вайолет, но в итоге контроль над ним перешел к директору и бывшему игроку Гарольду Хардману.
Тем временем местный предприниматель Луи Эдвардс начал накапливать акции «Манчестер Юнайтед» и в конечном итоге стал председателем после смерти Хардмана в 1965 г. Его сын Мартин Эдвардс купил процент акций у сына бывшего владельца Джеймса Гибсона Алана Гибсона и стал мажоритарным акционером и председателем, когда Луи Эдвардс умер в 1980 году. Во время пребывания Мартина Эдвардса на посту председателя «Манчестер Юнайтед» был предметом нескольких предложений о поглощении; первое поступило в феврале 1984 г. от медиамагната Роберта Максвелла в размере 10 млн. ф. с., но продажа сорвалась до того, как смогли состояться какие-либо серьёзные переговоры. В 1989 г. магнат недвижимости Майкл Найтон был на грани завершения сделки по поглощению компании за 20 млн. ф. с., но в последний момент его соратники не смогли обеспечить денежную поддержку и ему пришлось довольствоваться лишь местом в совете директоров.
«Манчестер Юнайтед» был размещен на фондовом рынке в 1991 году, и они получили ещё одно предложение о поглощении в 1998 г. от BSkyB Руперта Мёрдока. Правление «Манчестер Юнайтед» приняло предложение на сумму 623 млн. ф.с., но в апреле 1999 г. сделка была заблокирована Комиссией по монополиям и слияниям на последнем этапе в апреле 1999 года. Несколько лет спустя возникла борьба за власть между менеджером клуба сэром Алексом Фергюсоном и его партнерами по скачкам Джоном Магнье и Дж. П. Макманусом, которые постепенно стали крупнейшими акционерами через свою компанию Cubic Expression. В споре, возникшем из-за спора о праве собственности на лошадь Гибралтар, Магнье и Макманус попытались отстранить Фергюсона от должности менеджера, и правление в ответ обратилось к инвесторам с просьбой уменьшить влияние ирландцев.
Тем временем сын Малкольма Глейзера Авраам искал инвестиции в европейский футбол. Семья Глейзеров уже владела несколькими предприятиями в США и в 1995 г. купила команду НФЛ Тампа-Бэй Бакканирс за 192 млн долларов. В 1998 году они убедили власти Флориды профинансировать строительство нового стадиона, в январе 2003 г. команда впервые выиграла Супербоул.

## Обретение контроля
После того, как правление «Манчестер Юнайтед» провело поиск новых инвесторов, Глейзеры приобрели свой первый транш акций «Манчестер Юнайтед» 2 марта 2003 года, потратив около 9 млн. ф.с. на 2,9 % акций, которые они приобрели через холдинговую компанию Red Football. 26 сентября 2003 г. стало известно об увеличении их доли до 3,17 %, подняв свою долю выше порога в 3 %, что требовало от них информирования руководства клуба. Уже было много предположений о возможности поглощения клуба либо Глейзерами, либо одной из других заинтересованных сторон. К 20 октября они увеличили свою долю до 8,93 %, к 29 ноября было известно об их контроле над около 15 % акций, они встретились с исполнительным директором команды Дэвидом Гиилом, чтобы обсудить свои намерения.
12 февраля 2004 г. Глейзеры увеличили свою долю в клубе до 16,31 %, а на следующий день Financial Times сообщила, что они поручили Commerzbank изучить предложение о поглощении. В тот день цена акций увеличилась на 5 %, в результате чего общая стоимость клуба составила 741 млн. ф. с. В июне следующего года Глейзеры увеличили свою долю до более чем 19 %, хотя они все еще не были крупнейшими акционерами. Их пакет акций продолжал расти, приблизившись к 30 % к октябрю 2004 г. Достигнув 30 %, им пришлось бы подать официальное предложение о поглощении. В феврале 2005 года более 400 болельщиков «Манчестер Юнайтед» провели акцию протеста на «Олд Траффорд» против возможной покупки команды Глейзером.
12 мая 2005 г. Red Football объявил о достижении соглашения с акционерами Дж. П. МакМанусом и Джоном Магньером о покупке 28,7 % акций клуба Cubic Expression, что дало Глейзерам контрольный пакет чуть менее 57 % акций клуба. Затем им удалось получить долю третьего по величине акционера в лице шотландского горнодобытчика Гарри Добсона, в результате чего их доля в клубе достигла 62 %. К 13 мая Глейзеры купили еще 12,8 % акций, в результате чего их общая доля владения достигла 74,81 %, что чуть меньше порога в 75 %, который позволил бы им лишить клуб статуса публичной компании с ограниченной ответственностью (PLC) и исключить его из Лондонской фондовой биржи. 16 мая Глейзеры увеличили свою долю в «Манчестер Юнайтед» до 75,7 %, a 22 июня сняли акции команды с биржи.
Доля Глейзеров постепенно увеличилась до 76,2 % к 23 мая, когда они сделали свое окончательное предложение в размере 300 пенсов за акцию с крайним сроком в 15:00 13 июня. 26 мая правление «Манчестер Юнайтед» написало оставшимся акционерам письмо, в котором сообщало о намерении продать собственные акции и советовало остальным последовать их примеру; в том же письме председатель сэр Рой Гарднер и неисполнительные директора Ян Мач и Джим О’Нил подали в отставку. 7 июня Аврам Глейзер и его братья Джоэл и Брайан были назначены в правление «Манчестер Юнайтед» в качестве неисполнительных директоров. Несмотря на поддержку совета директоров, к 14 июня доля Глейзеров в клубе достигла лишь 97,3 %, что на 0,3 % было меньше порога для обязательного выкупа оставшихся акций, что побудило их продлить крайний срок предложения до 27 июня. В заявлении от 28 июня сообщалось о достижении доли Red Football 98 % (259 950 194 акции), что привело к вытеснению оставшихся акционеров. Окончательная оценка клуба составила почти 790 млн. ф. с. (примерно 1,5 млрд долл.).

## Последствия
29 июня 2005 года, во время своего первого визита на «Олд Траффорд» после завершения поглощения Джоэл, Брайан и Аврам Глейзеры столкнулись с протестами со стороны около 300 фанатов «Манчестер Юнайтед», которые выступили против нового владельца клуба. Около 100 сотрудников полиции Большого Манчестера были вызваны на стадион в попытке подавить любое насилие, в полицейские фургоны бросали ракеты и раздавались лозунги «Умри, Глейзер, умри»; два человека были арестованы. Вице-председатель Shareholders United Шон Боунс заявил, что "семья Глейзеров — враги «Манчестер Юнайтед». Директор клуба и бывший игрок Бобби Чарльтон принес публичные извинения Глейзерам за оказанный им прием. В ответ на поглощение группа сторонников «Манчестер Юнайтед» создала новый клуб под названием ФК Юнайтед оф Манчестер. Этот так называемый «клуб-феникс» был принят во второй дивизион Футбольной лиги Северо-Западных графств, в первые три сезона добивался повышения в классе, дважды становясь чемпионами лиг.
После поглощения «Манчестер Юнайтед» продолжал процветать: в сезоне 2005—2006 годов возможности «Олд Траффорд» были расширены, а в апреле 2006 года было подписано прибыльное спонсорское соглашение о новых футболках с американской компанией AIG (у которой была большая доля в компании хедж-фонда, которая помогла для финансирования поглощения клуба Глейзером). Увеличение доходов от телевизионных прав на каждое соревнование, в котором участвует клуб, а также различные спонсорские сделки также повысили прибыльность клуба. Это произошло, несмотря на опасения, что возникший при покупке клуба долг может привести к неплатежеспособности.
Вопреки опасениям многих фанатов, Глейзеры приняли меры, чтобы Гилл и опытный менеджер сэр Алекс Фергюсон остались в «Манчестер Юнайтед», сославшись на успех дуэта в клубе. В 2006 году два других сына Малкольма Глейзера, Кевин и Эдвард, и его дочь Дарси были назначены в совет директоров «Манчестер Юнайтед» в качестве неисполнительных директоров.

## Рефинансирование долга
В июле 2006 года клуб объявил о рефинансировании долга. Кредит, который Глейзер взял для приобретения клуба, был разделён между клубом и семьёй Глейзеров; около £256 млн было обеспечено активами «Манчестер Юнайтед», клуб впервые стал должником с тех пор, как Джеймс Гибсон спас их в 1931 году. Кредит предоставили три нью-йоркских хедж-фонда: Citadel, Och- Ziff Capital Management и Perry Capital. Общая сумма долга составила £660 млн, а ежегодные платежи по нему — £62 млн в год. Клуб заявил: «Стоимость „Манчестер Юнайтед“ возросла за прошедший год, поэтому кредиторы желают инвестировать в клуб… Это означает, что клуб управляется правильно и что сэр Алекс Фергюсон сможет получить необходимые деньги для действий на трансферном рынке». Трест болельщиков «Манчестер Юнайтед» (MUST) выступил с ответным заявлением: «Сумма, необходимая для погашения долга, огромна… Процентные платежи это лишь часть проблемы, но что делать с общим долгом в £660 млн? Трудно представить, что такие суммы можно получить без значительного повышения цен на билеты, что, как мы всегда предполагали, будет означать, что по сути болельщики будут оплачивать чей-то долг, который был взят для владения их клубом». По условиям рефинансирования Глейзеров, поскольку они не смогли выплатить держателям облигаций к 16 августа 2010 г., общая процентная ставка по кредитам выросла с 14,25 % до 16,25 %, и ежегодные выплаты составили около 38 млн. ф.с.
11 января 2010 года, незадолго до объявления о том, что долг Red Football увеличился до 716,5 млн. ф.с. (1,17 млрд долл.), «Манчестер Юнайтед» объявил о своем намерении рефинансировать долг за счет выпуска облигаций на сумму около 500 млн. ф.с. Им удалось собрать 504 млн. ф.с. менее чем за две недели, что позволяло выплатить почти все причитающихся международным банкам 509 млн. ф.с. Облигации были выпущены двумя траншами: на 250 млн. ф.с. (ставкой купона 8,75 %) и 425 млн. ф.с. (8,375 %). Ежегодный выплачиваемый по облигациям годовой процент составлял примерно 45 млн. ф.с., при этом срок погашения истекал 1 февраля 2017 г. В проспекте облигаций содержались обязательства, которые позволили бы Глейзерам отфильтровать крупные суммы денег из клуба для погашения PIK к 2015 г. К ним относятся изъятие 95 млн. ф. с. наличными, продажа и обратная аренда тренировочного центра Trafford в Кэррингтоне и возможность Глейзеров ежегодно выплачивать себе 50 % консолидированного чистого дохода клуба.
В мае 2010 г. перед финальной игрой сезона сотни болельщиков «Манчестер Юнайтед» провели акцию протеста за пределами «Олд Траффорд» против политики Глейзеров.
16 ноября 2010 года выяснилось, что Глейзеры должны были выплатить оставшиеся 220 миллионов фунтов стерлингов, содержащиеся в кредитах ПИК, к 22 ноября 2010 г. К тому времени по кредитам начислялись проценты по ставке 16,25 %, поскольку общий долг клуба превысил его прибыль до вычета процентов, налогов, износа и амортизации (EBITDA) более чем в пять раз. Однако клуб заявил, что на погашение долга не шли его собственные деньги, что вызвало вопросы о том, как семья Глейзеров собрала средства. Среди предлагаемых вариантов были продажа миноритарного пакета акций клуба третьей стороне, продажа некоторых или всех других предприятий семьи и, что наиболее вероятно, рефинансирование ПИК за счет другого кредита по более низкой процентной ставке.

## Перспективы
Намерения семьи Глейзеров по поводу «Юнайтед» сначала оставались неясными, но предполагалось, что они будут продвигать бренд команды в США, Азии и Африке, увеличивая число болельщиков команды и получая прибыль от продажи прав на телетрансляции и мерчандайзинга.
После покупки клуба Глейзером небольшая группа несогласных болельщиков «Юнайтед» создала новый футбольный клуб, который был назван «Юнайтед оф Манчестер». Клуб начал выступления со второго дивизиона Лиги северо-западных графств (шесть дивизионов ниже Футбольной лиги), и в первые три сезона своего существования добивался выхода в более высокие дивизионы.
«Манчестер Юнайтед» продолжал развиваться: так, в сезоне 2005/06 была увеличена вместимость «Олд Траффорд», а в апреле 2006 года был подписан прибыльный спонсорский контракт с американской компанией «AIG». Возросли доходы клуба от продажи прав на телевизионные трансляции, а также от подписания контракта с компанией «Nike».
Вопреки опасениям многих болельщиков, Глейзеры гарантировали неприкосновенность Дэвида Гилла и сэра Алекса Фергюсона, признавая за ними огромную роль в достижении клубом последних успехов.
В 2006 году Малкольм Глейзер включил двоих своих сыновей, Кевина и Эдварда, и свою дочь, Дарси, в совет директоров клуба в качестве членов правления.